# Elena Santiago
Elena Fernández Gómez (8 février 1936 - Valladolid, 3 janvier 2021), connue sous son nom de plume Elena Santiago, est une écrivaine espagnole.